# Danh sách Tiến sĩ Nho học người Thanh Hà
Tiến sĩ Nho học người Thanh Hà (xứ Đông) là các nhân vật trong lịch sử, người huyện Bình Hà, phủ Nam Sách (nay thuộc huyện Thanh Hà, tỉnh Hải Dương), tham dự và đỗ tiến sĩ tại các khoa thi Nho học trong thời kỳ phong kiến từ 1075 – 1919, với tổng số 29 tiến sĩ.
| TT | Họ tên                 | Thời gian sống | Quê quán (xưa, nay)                        | Khoa thi                                 | Học vị      | Tuổi đỗ đạt | Chức vụ và thông tin khác                                                   |
| -- | ---------------------- | -------------- | ------------------------------------------ | ---------------------------------------- | ----------- | ----------- | --------------------------------------------------------------------------- |
| 1  | Nguyễn Thiện Tích      | (? - ?)        | Tiền Liệt, Bình Hà (xã Thanh Hải)          | Đại Bảo 3 (1442)                         | Đệ tam giáp |             | Thượng thư, thời vua Lê Thái Tông                                           |
| 2  | Đào Bạt                | (? - ?)        | Tiền Liệt, Bình Hà (xã Thanh Hải)          | Quang Thuận 4 (1463)                     | Hoàng giáp  |             | Thượng thư, tằng tổ (cố nội) tiến sĩ Đào Tông                               |
| 3  | Lê Văn Biểu            | (? - ?)        | Tiền Liệt, Bình Hà (Tiền Vị, xã Thanh Hải) | Đoan Khánh 4 (1508)                      | Đệ tam giáp |             | Hàn lâm                                                                     |
| 4  | Nguyễn Như Ngu         | (1430-?)       | Lôi Động, Bình Hà (Song Động, xã Tân An)   | Thái Hoà 11 (1453)                       | Đệ tam giáp | 24          | Tự khanh                                                                    |
| 5  | Nguyễn Đạt             | (1609-?)       | Đông Phiên, Bình Hà (Đông Phan, xã Tân An) | Dương Hoà 3 (1637)                       | Đệ tam giáp | 29          | Giám sát ngự sử, đi sứ sang nhà Minh                                        |
| 6  | Nguyễn Bá Tấn          | (1563-?)       | Đông Phiên, Bình Hà (Đông Phan, xã Tân An) | Hoằng Định 14 (1613)                     | Đệ tam giáp | 51          | Hiến sát sứ                                                                 |
| 7  | Lê Nghĩa               | (? - ?)        | Hồng Lạc, Bình Hà (xã Hồng Lạc)            | Quang Thuận 4 (1463)                     | Đệ tam giáp |             | Hàn lâm viện Thừa chỉ, kiêm Sử quan                                         |
| 8  | Bùi Đoan Giáo          | (? - ?)        | Đại Điền, Bình Hà (Hồng Lạc)               | Hồng Đức 18 (1487)                       | Hoàng giáp  |             | Thông Chính sứ, đi sứ nhà Minh                                              |
| 9  | Nguyễn Tất Tố          | (? - ?)        | Đại Điền, Bình Hà (Hồng Lạc)               | Thiệu Trị 2 (1842)                       | Phó bảng    |             | Thị giảng học sĩ, có tài liệu nói là Án sát                                 |
| 10 | Mạc Đức Tuân           | (? - ?)        | Mặc Thủ, Bình Hà (xã Liên Mạc)             | Quang Thuận 7 (1466)                     | Đệ tam giáp |             | Thượng thư, cố nội của Tiến sĩ Mạc Văn Uyên                                 |
| 11 | Đào Khắc Lâm           | (? - ?)        | Mặc Thủ, Bình Hà (xã Liên Mạc)             | Hồng Đức 15 (1484)                       | Hoàng giáp  |             | Binh khoa Đô cấp sự trung                                                   |
| 12 | Nguyễn Thúc Tuynh      | (? - ?)        | Mặc Thủ, Bình Hà (xã Liên Mạc)             | Đoan Khánh 4 (1508)                      | Đệ tam giáp |             | Giám sát ngự sử                                                             |
| 13 | Mạc Văn Tú             | (1539-?)       | Mặc Thủ, Bình Hà (xã Liên Mạc)             | Sùng Khang 9 (1574)                      | Hoàng giáp  | 36          | Tự Khanh, Tằng tôn của tiến sĩ Mạc Đức Tuấn                                 |
| 14 | Vũ Duy Hàn             | (1542-?)       | Mặc Thủ, Bình Hà (xã Liên Mạc)             | Sùng Khang 9 (1574)                      | Đệ tam giáp | 33          | Đông các hiệu thư                                                           |
| 15 | Đặng Miễn Cung         | (? - ?)        | Văn Mặc, Bình Hà (xã Liên Mạc)             | Hồng Đức 27 (1496)                       | Hoàng giáp  |             | Hiến sát sứ                                                                 |
| 16 | Nguyễn Thừa Vinh       | (1551-?)       | Văn Mặc, Bình Hà (xã Liên Mạc)             | Đoan Thái 1 (1586)                       | Đệ tam giáp | 36          | Giám sát ngự sử                                                             |
| 17 | Nguyễn Doãn (Tín Hiên) | (? - ?)        | Văn Mặc, Bình Hà (xã Liên Mạc)             | Đoan Thái 1 (1586)                       | Đệ tam giáp |             | Đề hình giám sát ngự sử                                                     |
| 18 | Nguyễn Huy Dao         | (1816-?)       | Văn Mặc, Bình Hà (xã Liên Mạc)             | Thiệu Trị (1847)                         | Phó bảng    | 32          | Đốc học Hưng Yên                                                            |
| 19 | Nguyễn Cung            | (? - ?)        | Cập Nhất, Bình Hà (xã Tiền Tiến)           | Hồng Đức 6 (1475)                        | Đệ tam giáp |             | Thượng thư                                                                  |
| 20 | Nguyễn Nghĩa Kỳ        | (? - ?)        | Tiên Tảo, Bình Hà (xã Thanh An)            | Hồng Đức 9 (1478)                        | Đệ tam giáp |             | Hàn lâm viện, Đông các đại học sĩ                                           |
| 21 | Đinh Cương             | (? - ?)        | Tiên Tảo, Bình Hà (xã Thanh An)            | Hồng Đức 27 (1496)                       | Hoàng giáp  |             | Lại Bộ thượng thư, tước Hầu. Được ngự bút đổi tên là Cường. Đi sứ nhà Minh. |
| 22 | Nguyễn Văn Phạm        | (? - ?)        | Tiên Tảo, Bình Hà (xã Thanh An)            | Cảnh Thống 2 (1499)                      | Đệ tam giáp |             | Hiệu thảo                                                                   |
| 23 | Nguyễn Mậu             | (? - ?)        | Du La, Bình Hà (xã Cẩm Chế)                | Cảnh Thống 5 (1502)                      | Đệ tam giáp |             | Nhà Lê: Ngự sử đài Đô ngự sử. Nhà Mạc: Văn Đạt bá, hai lần đi sứ nhà Minh.  |
| 24 | Mạc Đình Dự            | (1524-?)       | Du La, Bình Hà (xã Cẩm Chế)                | Sùng Khang 9 (1574)                      | Hoàng giáp  | 51          | Hiến sát sứ                                                                 |
| 25 | Trần Doãn Minh         | (1485-?)       | Lan Khê, Bình Hà (Quan Khê, Việt Hồng)     | Đoan Khánh 4 (1508); Hồng Thuận 3 (1511) | Đệ tam giáp | 24, 27      | Thượng thư bộ Hộ, tước Văn an hầu, Hai lần đi sứ                            |
| 26 | Nguyễn Cảnh Thành      | (1525-?)       | Vĩnh Lại, Bình Hà (xã Thanh Cường?)        | Sùng Khang 12 (1577)                     | Đệ tam giáp | 53          | Tham chính                                                                  |
| 27 | Hoàng Tất Văn          | (1552-?)       | An Lão, Bình Hà (An Lão, xã Thanh Khê)     | Hồng Ninh 2 (1592)                       | Đệ tam giáp |             | Giám sát ngự sử                                                             |
| 28 | Đỗ Thanh Đào           | (1457-?)       | Đồng Dư, Thanh Lâm (xã Phượng Hoàng)       | Hồng Đức 15 (1484)                       | Đệ tam giáp | 28          | Hiến sát sứ                                                                 |
| 29 | Đào Tông               | (1549-?)       | Hoàng Xá, Bình Hà (Hoàng Xá, Quyết Thắng)  | Diên Thành 6 (1583                       | Hoàng giáp  | 35          | Đông các hiệu thư. Sau đỗ thứ hai khoa Đông Các. Tằng tôn tiến sĩ Đào Bạt   |